# Развиващи се страни
]]
Развиващите се страни или още като по-слабо развитите страни са страни с по-нисък жизнен стандарт, не добре развита индустриална база и по-нисък индекс на човешкото развитие (ИЧР) в сравнение с развитите страни.
Страни, които имат по-напреднали икономики отколкото други развиващи се страни, но все още не показват признаците на развита страна се категоризират под термина новоиндустриализирани държави.
Световната банка класифицира страните в четири групи по доход. Икономиките са разделени според брутен национален доход на глава на населението по метода „Атлас“, като се използват следните диапазони през 2023 г.:
- Страни с нисък доход от БВП на глава на населението от 1145 щатски долара или по-малко.
- Страни със среднонисък доход – между 1146 и 4515 щ.д.
- Страни със средновисок доход – между 4516 и 14 005 щ.д.
- Страни с висок доход – над 14 005 щ.д.

## Измерване на степента на развитие
Развитието на една страна се измерва със статистически показатели, като например доход на човек от населението, брутен вътрешен продукт на човек от населението, продължителност на живота, нивото на грамотност и др. ООН е разработва ИЧР, обобщаващ показател на база посочените статистически данни, за да се прецени нивото на човешкото развитие за страните, в които има налични данни.
Развиващите се страни са страните, които не са достигнали значителна степен на индустриализация и в повечето случаи имат среден и нисък стандарт на живот. Съществува силна връзка между ниските доходи при тях и високия им прираст на населението. По данни на Международния валутен фонд България, Босна и Херцеговина, Русия, Сърбия, Полша , Румъния и други държави от Източна Европа са сред развиващите се страни.
Другите понятия, които се използват в литературата за най-изостаналите от тази група са: най-слабо развитите страни, най-слабо развити икономики, „Третия свят“, „неиндустриализирани нации“ и др.